# Sosnivka
Sosnivka (ucraniano: Сосні́вка) es una ciudad de Ucrania, constituida administrativamente como una pedanía de la vecina ciudad de Chervonohrad en el raión de Chervonohrad de la óblast de Leópolis.
En 2017, la ciudad tenía 11 217 habitantes.
La localidad fue fundada en 1955 como un poblado minero de carbón. Originalmente el pueblo se denominaba "Kírov", hasta que en 1957 adoptó su topónimo actual. Adoptó el estatus de ciudad en 1968. La ciudad minera de Chervonohrad, que desde 1962 era una ciudad de importancia regional, llevó a cabo las funciones de raión para la entonces ciudad de importancia distrital de Sosnivka hasta 2019, cuando Sosnivka se integró en el raión de Sokal. En la reforma territorial de 2020, al desaparecer el raión de Sokal, Sosnivka pasó a ser una pedanía de Chervonohrad en el nuevo raión de Chervonohrad.
Se ubica unos 10 km al sur de Chervonohrad, a orillas del río Bug Occidental.